# Kalasasaya
El Templo de Kalasasaya (kala: piedra y saya o sayasta: parado) o Templo de las Piedras Paradas, es un templo que se encuentra en Tiwanaku, al oeste de Bolivia. En él se verificaban con exactitud los cambios de estaciones y el año solar de 365 días. En los equinoccios (otoño: 21 de marzo y primavera: 21 de septiembre) el Sol nacía por el centro de la puerta principal de ingreso, a la que se accede por una magnífica escalinata. En el solsticio de invierno (21 de junio) el Sol nacía en el ángulo noreste. El solsticio de verano (21 de diciembre) se marcaba por el nacimiento del Sol en el ángulo sureste. Este muro es conocido como "pared balconera".

## Descripción
El «Templo de las Piedras Paradas» cubre aproximadamente 2 ha y su estructura está basada en columnas de arenisca y sillares cortados, dispuestos entre estos, sobresalen gárgolas o goteros de desagüe para las aguas pluviales.
En el interior pueden verse los restos de lo que habrían sido pequeñas habitaciones semi-subterráneas dispuestas de manera que 7 estaban a cada lado del patio. En el recinto existe un muro a base de sillares de arenisca que logra cerrar los sectores este, norte y sur, dejando a ambos costados una especie de atrio, que separa el recinto central o "ceremonial". En este segundo muro hacia el lado norte se observan dos bloques en los que, en su tercio superior, se practicó un orificio que imita, a escala, un aparato auditivo humano, y mediante el cual se pueden escuchar ruidos o conversaciones que se producen en sitios alejados. Estos "amplificadores de sonidos" nos permiten deducir que en el mundo precolombino se conocía y aplicaba la acústica.
En Kalasasaya existen tres importantes esculturas: la Estela 8 (Ponce), el monolito El Fraile y la Puerta del Sol. En el Monolito Ponce se aprecian finos grabados iconográficos como hombres alados, peces, cabezas de puma o de camélidos, cóndores, águilas y símbolos escalonados en el más puro arte tiwanako. La estela "El Fraile" no está adornada, es una pieza labrada en arenisca veteada, mostrando un enigmático personaje que lleva un báculo y un keru en las manos; porta una faja ventral.
En 2019 fueron halladas en el interior del templo 17 vasijas ceremoniales, datadas entre el 300 y el 600 después de Cristo. Estas vasijas se creen que podrían formar parte de una ofrenda para el entierro de un personaje importante.